# Potirion Monody Ensemble
Potirion Monody Ensemble — український музичний гурт, заснований у 2015 році, Діаною Лотоцькою.

## Історія створення колективу
Ідея з'явилася з особистих музичних вподобань Діани Лотоцької, яка керує проектом, і її потребою популяризувати цей стиль та створити нішу для рідкісної музики, яку, на відміну від католицького грегоріанського хоралу, що існував в ті ж часи, знає менша кількість людей.
Назва гурту походить від поєднання грецького Potir — чаша для причастя, Monody Enseble (англ.) — ансамбль монодій.

## Жанр
Колектив виконує суто монодійну богослужбову музику, візантійські, сербські та болгарські піснеспіви на давньогрецькій та церковнослов'янській мові.

## Перший склад
- Діана Лотоцька
- Іван Білорусов
- Олександр Бокал
- Максим Ковальчук

Цим складом дебютували на Anne de Kiev Fest у Заповіднику Софія Київська влітку 2015.
За цей час виступали у Київській Фортеці, музеї «Кирилівська церква», музеї «Золоті Ворота», в сучасному театрі PostPlay Театр, на фестивалі Regio Genus (Княжа Родина) у Заповіднику Софія Київська, протягом жовтня мали серію з восьми концертів у Софіївському соборі.
Колектив планує співпрацювати з експериментальними електроакустичними саунд-продюсерами та віджеями.

## Другий склад
- Діана Лотоцька
- Максим Ковальчук
- Юрій Паниця
- Роман Єфремов
- Павло Кауров